# Ighzazene
Ighzazen (Ighezazen دوار اغزازن) est une petite ville située dans la province de Beni chicker (province de Nador). 